# Yvonne Bönisch
Yvonne Snir-Bönisch, nascida Yvonne Bönisch (29 de dezembro de 1980) é uma ex-judoca alemã da categoria até 57 quilos. 
Foi campeã olímpica em Judô nos Jogos Olímpicos de Verão de 2004, Atenas.
Possui duas medalhas de prata em Campeonatos Mundiais de judô, Osaka 2003 e Cairo 2005